# Crosslandia setifolia
Crosslandia es un género monotípico de plantas herbáceas de la familia de las ciperáceas. Su única especie: Crosslandia setifolia es originaria de Australia Occidental.

## Descripción
Es una planta  monoica, densamente moñuda, anual, hierba o similar a la hierba (juncia), alcanza un tamaño de 0,1-0,4 m de altura. Las flores son de color naranja-marrón, y se producen desde enero hasta abril o agosto en suelos de arena o piedra arenisca.

## Taxonomía
Crosslandia setifolia fue descrito por William Vincent Fitzgerald y publicado en Journal of the Royal Society of Western Australia 3: 122. 1918.